# Kersleti
Kersleti (szw. Kärrslätt) – wieś w Estonii, w prowincji Lääne, w gminie Vormsi. W roku 2011 miejscowość liczyła 5 mieszkańców.